# Objectiu: La Casa Blanca
Objectiu: La Casa Blanca (també traduït com a Olimp ocupat; títol original en anglès, Olympus Has Fallen) és un thriller estatunidenc de l'any 2013, dirigit per Antoine Fuqua, i amb Gerard Butler, Aaron Eckhart i Morgan Freeman com els principals actors de repartiment. La pel·lícula se centra en l'atac a la Casa Blanca per part d'un grup guerriller nord-coreà i els esforços que realitza un agent dels Serveis Secrets estatunidencs per aturar-los. Objectiu: La Casa Blanca va ser estrenada el 22 de març del 2013, rebent crítiques de tota mena; tot i així, va recaptar un total de 160 milions de dòlars davant dels 70 milions que va costar la seva producció. Objectiu: La Casa Blanca és una de les dues pel·lícules estrenades el 2013 on un grup terrorista atacava la Casa Blanca; l'altra és White House Down.
L'any 2013 el Servei Català de Doblatge en va fer una edició per a DVD amb el títol Olimp ocupat. El 19 de novembre de 2021 es va emetre per primer cop a TV3 amb el títol Objectiu: La Casa Blanca.

## Argument
L'antic Rànger de les Forces Especials dels Estats Units Mike Banning (Gerard Butler) és actualment el cap dels Serveis Secrets encarregats de la protecció del President dels Estats Units. Manté una relació personal molt íntima amb el President Benjamin Asher (Aaron Eckhart), la Primera Dama Margaret (Ashley Judd) i, sobretot, amb el fill de la parella, Connor (Finley Jacobsen). Durant les vacances de Nadal, la comitiva presidencial es desplaça des de Camp David a una casa particular on s'ha de realitzar una campanya de recaptació de fons, quan una branca impacta el primer vehicle del comboi, provocant que els cotxes perdin el control mentre creuen un pont glaçat i la limusina presidencial acabi penjant de la barana; Banning aconsegueix treure al President Asher, però Margaret i dos agents moren al caure el vehicle pel precipici.
Divuit mesos després, Banning treballa al Departament del Tresor, molt a prop de la Casa Blanca. Ha estat apartat de la protecció del President, ja que recorda a Asher la mort de la seva esposa Margaret. En el transcurs d'una reunió entre Asher i el Primer Ministre de Corea del Sud Lee Tae-Woo (Keong Sim) a la Casa Blanca, un grup guerriller nord-coreà, disfressats d'escombriaires i turistes, inicien un atac per terra i aire. Dins de la mateixa Casa Blanca, alguns dels guerrillers, camuflats com a agents al servei del Primer Ministre Lee Tae-Woo, entre els quals es troba Dave Forbes (Dylan McDermott), un antic agent dels Serveis Secrets que ara exerceix de contractista independent, així com la cobertura exterior d'un avió militar els Estats Units, provocant que el cop acabi en èxit i provoqui la captura de la Casa Blanca. Asher i els més alts càrrecs que s'hi troben són retinguts com a ostatges dins del búnquer de la Casa Blanca, on el Primer Ministre Lee és assassinat. L'agent Roma, just abans de morir, alerta a la Directora dels Serveis Secrets dels Estats Units Lynne Jacobs (Angela Bassett) que la Casa Blanca ha caigut, amb la frase Olympus has fallen (L'Olimp ha caigut).
L'atac ha estat dirigit per Kang Yeonsak (Rick Yune), un antic terrorista nord-coreà que busca la reunificació de les dues Corees. Kang, amb la captura d'Asher, busca forçar als Estats Units a retirar les tropes de la Península de Corea, provocant així que la Guerra Civil coreana acabi finalment. A més a més, també busca destruir totes les armes nuclears americanes dins de les seves pròpies sitges, de manera que els Estats Units quedin totalment arrasats. Kang havia perdut els dos pares per culpa de la guerra; la seva mare havia mort al trepitjar una mina estatunidenca creuant la frontera, mentre que el seu pare havia estat executat per crims contra Corea del Nord. Per aconseguir els seus fins, Kang necessita els codis d'accés del Cerberus, un dispositiu a prova d'errors que autodetona els míssils nuclears dels Estats Units en cas necessari; aquests codis són tres: el primer només el coneix el President, el segon la Secretaria de Defensa Ruth McMillan (Melissa Leo), i el tercer el Cap de l'Estat Major Conjunt dels Estats Units, l'Almirall Nathan Hoenig (James Ingersoll). Tots tres es troben al Búnquer de la Casa Blanca. Asher ordena als altres dos de lliurar els seus codis en veure les tortures que pateixen els dos funcionaris, però es nega a lliurar el seu.
Durant l'assalt de les forces de Kang al jardí davanter, Banning s'uneix als defensors de la Casa Blanca. Aconsegueix entrar dins de l'edifici, on gràcies al seu coneixement de tot l'espai aconsegueix trobar un telèfon per satèl·lit amb què contacta amb Jacobs i Allan Trumbull (Morgan Freeman), el Portaveu del Congrés, que ha estat nomenat President en funcions. Així, Trumbull autoritza a Banning a actuar, donant màxima prioritat a trobar Connor, el fill d'Asher, a qui Kang pretén utilitzar per conèixer el codi Cerberus del President. Tot i els guerrillers, Banning aconsegueix trobar Connor, de qui coneixia tots els amagatalls gràcies als anys de servei amb el seu pare; l'agent finalment pot fer sortir Connor de la Casa Blanca, dedicant-se després d'això a liquidar tots els terroristes un a un. Banning aconsegueix matar a Forbes, tot i que abans el convenç perquè asseguri a Kang, a través d'una ràdio, que ell ha matat a Banning. Mentrestant, el Cap de l'Estat Major, el General Edward Clegg (Robert Forster), convenç a Trumbull d'ordenar un atac amb helicòpters sobre la Casa Blanca. Desgraciadament, els nord-coreans disposen d'un aparell antiaeri anomenat Hydra-6, que funciona de manera automàtica. Tot i que Banning ho descobreix abans de l'atac, no pot impedir la derrota de les forces aèries estatunidenques, ja que quan aconsegueix eliminar l'Hydra-6 només un helicòpter ha aconseguit escapar. En resposta a l'atac, Kang assassina al Vicepresident dels Estats Units, Charlie Rodriguez (Phil Austin), en una línia oberta amb la sala de crisis del Pentagon.
Quan Banning aconsegueix tallar les comunicacions de l'equip de Kang, aquest decideix executar Ruth McMillan, Secretària de Defensa, a la porta d'entrada de la Casa Blanca, on tots els periodistes ho poden veure; això no obstant, Banning aconsegueix abatre bona part dels homes de Kang durant aquesta operació, permetent a McMillan fugir pel jardí. Amb els seus homes molt reduïts, Kang simula la seva mort i la del President Asher sacrificant la majoria dels seus subordinats restants i els altres ostatges. El món, amb l'excepció de Banning, es creuen l'acció. Kang, Asher i els últims terroristes surten del búnquer, fent un forat per fugir per sota terra. Just abans Kang havia aconseguit descodificar el Cerberus d'Asher, iniciant el compte enrere per la destrucció de les armes nuclears estatunidenques. Però quan intenten fugir, Banning els sorprèn, eliminant tots els terroristes supervivents. Kang aconsegueix ferir greument al President. Kang vol que Asher vegi com mata a Banning, però el President aconsegueix distreure'l el temps suficient perquè Banning capgiri la situació i acabi matant a Kang. Banning aconsegueix desactivar Cerberus assistit per Trumbull només quan falten 4 segons per la detonació. Durant la matinada d'aquest dia, Banning surt de la Casa Blanca amb el President Asher, essent rebut per l'exèrcit dels Estats Units que esperava a l'exterior. Uns dies després d'aquest episodi, Washington comença a recuperar-se dels atacs terroristes i Banning es converteix, de nou, en el Cap dels Serveis Secrets encarregats de la protecció del President. El final de la pel·lícula es veu com Banning, Jacobs, Clegg i Connor observen al President Asher dirigir-se a la Nació.

## Repartiment
- Gerard Butler com a Mike Banning, un antic membre del 75è Regiment Rànger i actual agent dels Serveis Secrets dels Estats Units d'Amèrica.[4]
- Aaron Eckhart com a Benjamin Asher, President dels Estats Units d'Amèrica.[5]
- Morgan Freeman com a Allan Trumbull, Portaveu del Congrés[6]
- Angela Bassett com a Lynne Jacobs, Directora dels Serveis Secrets dels Estats Units.[7]
- Rick Yune com a Kang Yeonsak, terrorista nord-coreà camuflat d'agent dels Serveis Secrets sud-coreà.
- Dylan McDermott com a Dave Forbes, un antic agent dels Serveis Secrets dels Estats Units que actualment treballa per als Serveis Secrets sud-coreans; més tard treballa per Kang Yeonsak.[8]
- Finley Jacobsen com a Connor Asher, el fill del President Benjamin Asher.
- Melissa Leo com a Ruth McMillan, Secretaria de Defensa dels Estats Units d'Amèrica.
- Radha Mitchell com a Leah Banning, infermera i esposa de Mike Banning.[9]
- Robert Forster com a Edward Clegg, Cap de l'Estat Major de l'Exèrcit dels Estats Units d'Amèrica.[10]
- Cole Hauser com a l'agent Roma, membre dels Serveis Secrets.[11]
- Ashley Judd com a Margaret Asher, esposa del President Benjamin Asher.[10]
- Phil Austin com a Charlie Rodriguez, Vicepresident dels Estats Units.
- James Ingersoll com a Almirall Nathan Hoenig, Cap de l'Estat Major Conjunt dels Estats Units.
- Freddy Bosche com a l'agent Diaz, membre dels Serveis Secrets.
- Lance Broadway com a l'agent O'Neil, membre dels Serveis Secrets.[12]
- Tory Kittles com a l'agent Jones, membre dels Serveis Secrets.
- Sean O'Bryan com a Ray Monroe, Director Adjunt de l'Agència de Seguretat Nacional.
- Keong Sim com a Lee Tae-Woo, Primer ministre de Corea del Sud.
- Kevin Moon com a Cho, guerriller a les ordres de Kang.
- Malana Lea com a Lim, guerrillera de Kang, és l'experta tècnica dels assaltants.[13]
- Sam Medina com a Yu, guerriller a les ordres de Kang.

## Producció
Olimp ocupat va estar dirigida per Antoine Fuqua, basada en el guió de Creighton Rothenberger i Katrin Benedikt, que era el seu primer treball. La productora Millennium Films va adquirir-ne els drets el març del 2012, i Gerard Butler va ser escollit com l'estrella a finals de mes. La resta del repartiment es va escollir entre el juny i el juliol d'aquell any. El 2012, Millennium Films competia amb Sony Pictures, que estava produint White House Down (també sobre un atac contra la Casa Blanca), per completar el càsting i començar a rodar.
La pel·lícula es va començar a rodar a Shreveport (Louisiana) a mitjans de juliol del 2012. Com que Olimp ocupat es va filmar molt lluny de Washington, D.C., on es desenvolupa l'acció, tota la producció va necessitar uns potents efectes especials, principalment realitzats a través d'imatges fetes per ordinador. Per exemple, els ordinadors van crear les seqüències a l'aire lliure on la Primera Dama mor en un accident de cotxe, on mitjançant la tecnologia Croma greenscreen s'afegien els actors a l'escenari fet per ordinador.
Per a les escenes on els actors es movien per dins o per fora de la Casa Blanca, es van construir la façana i l'entrada de la primera planta, afegint posteriorment la segona planta i el sostre per ordinador, així com la resta de Washington.

## Estrena
Olimp ocupat va ser estrenada als Estats Units el 22 de març del 2013. Inicialment, estava previst que fos el 5 d'abril, però es va avançar l'estrena per evitar entrar en competència amb The Heat, que va ser estrenada en aquell moment. FilmDistrict va distribuir la pel·lícula. El thriller va ser llençat en DVD i Blu-ray el 13 d'agost del 2013 als Estats Units.

## Resposta

### Resposta de la crítica
La pel·lícula va rebre diverses crítiques, tant bones com dolentes. El web Rotten Tomatoes va donar una puntuació del 47%, basat en l'opinió de 128 crítics, amb una qualificació mitjana de 5.4/10, amb un consens per dir que està lluny de ser original, però la pel·lícula ha obtingut beneficis; beneficiosa és la tensa direcció d'Antoine Fuqua, així com la gran actuació de Gerard Butler, que podria ser suficient per als addictes a l'acció.
Metacritic, que assigna una puntuació mitjana ponderada de 100 als comentaris dels crítics principals, dona a la pel·lícula una puntuació de 41/100 sobre la base de 29 crítics que la qualifiquen com a fluixa o suficient".

### Taquilla
A finals del primer cap de setmana, la pel·lícula havia recaptat 30,5 milions de dòlars, superant les prediccions dels experts de Hollywood, que la situaven al voltant dels 7 milions. La pel·lícula va rebre una nota de A- del CinemaScore.
El 10 de juliol del 2013, ja havia recaptat un total de 161 milions de dòlars a les taquilles de tot el món, convertint-la en la pel·lícula més taquillera de la història de FilmDistrict avui en dia.